# Danilovo
Danilovo (ukrajinsky Данилово/Danylovo, maďarsky Husztsófalva) je vesnice v Chustské městské komunitě, v Zakarpatské oblasti na Ukrajině, Danilovo se nachází 20 km jihovýchodně od centra okresu – města Chust.

## Příroda
Na západním okraji obce v lokalitě Jámy (ukrajinsky Ями) je Solné jezero, hydrologická přírodní památka. Rozloha je 2,5 hektaru. Status přírodní památky byl udělen k zachování slaného jezera, jehož voda má léčivé vlastnosti.

## Historie
Na jižním okraji obce byly nalezeny stopy osídlení z 11.–13. století. První písemná zmínka o obci pochází z roku 1390. Do podepsání Trianonské smlouvy byla obec součástí Uherska, poté byla součástí Československa. Za první republiky zde byl obecní notariát a četnická stanice. V roce 1930 zde žilo 1121 obyvatel; z toho 13 Čechů, 793 Rusínů, 4 Němci, 6 Maďarů, 302 Židů a 3 cizinci. Od roku 1945 obec patřila Sovětskému svazu, resp. Ukrajinské sovětské socialistické republice; nakonec od roku 1991 je součástí samostatné Ukrajiny.

## Památky
Na kopci v centru obce stojí národní kulturní památka – dřevěný dvousrubový kostel sv. Mikuláše Divotvůrce. Kostel pochází z roku 1779. Kostel byl postaven bez použití hřebíků. Na stavbu kostela bylo použito 5000 slepičích a husích vajec.